# ISO 3166-2:TD
ISO 3166-2:TD è uno standard ISO che definisce i codici geografici del Ciad ed è un sottogruppo del codice ISO 3166-2.
Tali codici sono stati assegnati alle 23 province del paese e sono formati dalla sigla TD-, seguita da due lettere. Prima del 2007 i codici erano assegnati alle 14 prefetture, abolite nel 1999.

## Codici
| Codice | Regione            |
| ------ | ------------------ |
| TD-BA  | Batha              |
| TD-BG  | Barh El Gazel      |
| TD-BO  | Borkou             |
| TD-CB  | Chari-Baguirmi     |
| TD-EE  | Ennedi Est         |
| TD-EO  | Ennedi Ovest       |
| TD-GR  | Guéra              |
| TD-HL  | Hadjer-Lamis       |
| TD-KA  | Kanem              |
| TD-LC  | Lago               |
| TD-LO  | Logone Occidentale |
| TD-LR  | Logone Orientale   |
| TD-MA  | Mandoul            |
| TD-ME  | Mayo-Kebbi Est     |
| TD-MO  | Mayo-Kebbi Ovest   |
| TD-MC  | Moyen-Chari        |
| TD-ND  | N'Djamena          |
| TD-OD  | Ouaddaï            |
| TD-SA  | Salamat            |
| TD-SI  | Sila               |
| TD-TA  | Tandjilé           |
| TD-TI  | Tibesti            |
| TD-WF  | Wadi Fira          |